# Ethelontiki Chorophylaki
L'Ethelontiki Chorophylaki era un reparto di Gendarmeria greca durante l'occupazione tedesca nella seconda guerra mondiale; era composta da volontari greci sotto il diretto comando dell'Ordnungspolizei locale tedesca. Una di queste unità era denominata Poulos Verband ed era comandata da George Poulos.
La base dell'unità era di stanza a Kali Vrissi, vicino a Salonicco.
Nel novembre del 1944 fu trasferita a Lubiana in Slovenia e nel marzo del 1945 si ritirava a Kitzbühel in Austria.
Durante la guerra civile greca tra il 1946 e il 1949 il reparto combatté contro i guerriglieri comunisti greci.

## Struttura e forza del reparto
Il reparto era strutturato in:
- HQ. Compagnia
- 1ª Compagnia
- 2ª Compagnia
- 3ª Compagnia

per una forza totale compresa tra i 250 e i 400 uomini